# النقوش الصخرية في العاصمة المقدسة
تزخر العاصمة المقدسة مكة المكرمة بالعديد من النقوش الأثرية، وتحتوي على عدة مواقع للرسوم الصخرية والتي تعود لفترة ما قبل التاريخ وفترة ما قبل البعثة النبوية امتداداً إلى النقوش الإسلامية التي ظهرت في عدد من المواقع في العاصمة المقدسة.

## النقوش والرسوم الصخرية
| اهم النقوش والرسوم الصخرية |                               |                           | |            |         |       |
| صورة                       | الموقع                        | المدينة                   | الوصف | الاحداثيات | ملاحظات | مصادر |
|                            | موقع وادي ملكان               | وادي ملكان                | يقع وادي ملكان جنوب مكة ويحتوي على مجموعة من الرسوم الصخرية التي تعود لفترة ما قبل الميلاد والمتمثلة في الرسوم الحيوانية والآدمية. |            |         |       |
|                            | الرسوم الصخرية                | جبل دويدة                 | تظهرعلى بعض الواجهات الصخرية نقوش ثمودية ورسوم تعود لعصور مختلفة وتنتشر هذه النقوش والرسوم على معظم الوجهات الصخرية للجبل ويقع جبل دويدة شمال شرق مكة المكرمة. |            |         |       |
|                            | النقوش الأثرية في جبل الحلقوم | جبل الحلقوم بوادي النعمان | يقع جبل الحلقوم بوادي نعمان جنوب شرق مكة على طريق مكة - الهدا بجوار مجرى عين زبيدة، ويقع بالقرب من الموقع كتابات إسلامية تعود إلى ما بين القرنين الأول والرابع الهجري، ما يدل على أن المنطقة مرت بعدد من الفترات التاريخية المختلفة.                                               |            |         |       |
|                            | نقوش وادي العسيلة             | وادي العسيلة              | الموقع عبارة عن متفرقات صخرية نقشت عليها مجموعة من الخطوط الإسلامية بخطوط كوفية، مورخ بعض نقوشها سنة 80 هـ وتقع على بُعد 15 كم شمال شرق مكة. بالإضافة إلى موقع آخر على بٌعد 15 كم جنوب شرق مكة، وهو عبارة عن صخور نقشت عليها كتابات إسلامية بخطوط مختلفة، مورخ بعض نقوشها سنة 79 هـ. |            |         |       |
|                            | نقوش وادي النعمان             | وادي نعمان                | عبارة عن مجموعة نقوش إسلامية منتشرة على الصخور بجوار مجرى عين زبيدة بوادي نعمان. |            |         |       |
|                            | نقوش جبل أوشيهم               | جبل أوشيهم                | يقع جبل أوشيهم على طريق الحج اليمني جنوب مكة ويبعد عنها حوالى 35 كم خلف وادي ملكان جنوباً. |            |         |       |
|                            | نقوش حجر خليفة                | حجر خليفة                 | يعرف باسم شعب الخلاص ويقع على يمين المتجه من عرفة إلى مزدلفة من طريق رقم 9 ويسمى وادي خشرب أيضاً، وقد نفذت في واجهاتها مجموعة كبيرة من النقوش والكتابات التي يعود تاريخها للقرنين الأول والثاني الهجريين وتحمل هذه النقوش أسماء أشخاص.                                              |            |         |       |
|                            | نقوش جبل الشعراء              | جبل الشعراء               | مجموعة نقوش على صخرة تقع شمال مشعر عرفة على يسار المتجهة من عرفات إلى مزدلفة في طريق رقم 9. |            |         |       |
|                            | نقوش المدرج                   | المدرج                    | وهو عبارة عن طريق مرصوف بمنحدر جبلي وممهد ليساعد الإبل على النزول بيسر وسهولة من الجبل عند انحدارها وتقع على امتداد طريق الحج العراقي شمال شرق مكة المعروف بدرب زبيدة. |            |         |       |

## الصور

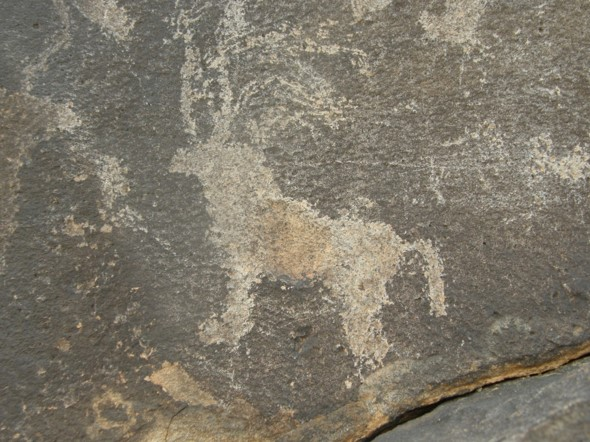
وادي ملكان
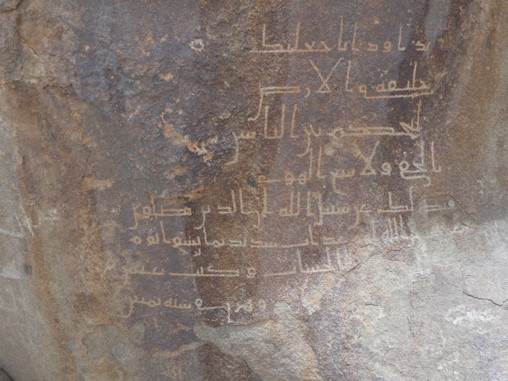
وادي عسيلة
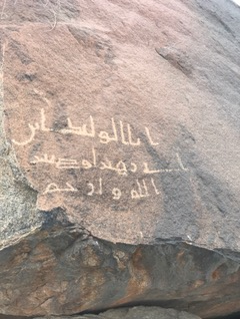
وادي النعمان